# Wetterauer und Vogelsberger Bande
Die Wetterauer und Vogelsberger Bande waren Räuberbanden, die Ende des 18. und Anfang des 19. Jahrhunderts in der Wetterau und im Vogelsberg existierten.

## Name, Herkunft und Entstehung
Die Zusammensetzung und Größe der Banden wechselte oft. Beide Banden pflegten enge personelle Verbindungen. Die meisten ihrer Mitglieder stammten aus Oberhessen.
Die Namensgebung erfolgte nicht, weil sie „ausschließlich im Vogelsberg oder in der Wetterau stehlen, sondern weil sie in diesen Gegenden ihre Hauptschlupfwinkel und ihre nächsten Merkmale haben.“
Sie betrieben meist ein ambulantes Gewerbe und waren selbst Kinder von „Musikanten, Händlern, Landstreichern, entlassenen Soldaten oder Korbmachern“, aber auch oft „Kinder der freien Liebe und nicht im Besitz eines legitimen Vaters.“ Viele Mitglieder der Wetterauer und Vogelsberger Bande (ca. 40 %) gehörten zum fahrenden Volk, ebenso in der Schinderhannesbande. „In anderen Banden lag er (der Anteil) sogar wesentlich höher.“ Jenisch-Sprecher aus Gießen stammten von ambulanten Händlern des 19. Jahrhunderts ab.
Gelegentlich fanden sich unter ihnen auch Maurer oder Zimmerleute, die im Vogelsberg ihre Arbeit „ambulant betrieben und dabei eine eigene Sprache – die Vogelsberger Mauersprache – entwickelten, die durchaus jenische Wesensmerkmale aufweist.“ Diese Sprache hat sich bis heute noch teilweise im Dialekt erhalten. Johannes Lehn war Zimmermann, Johannes Höhl und Johann Heinrich Brandau Maurer, alle drei Mitglieder der Vogelsberger Bande. Ludwig Funk von der Wetterauer Bande war ebenfalls Maurer. Martin Knaus war Zimmermann und Mühlenarzt, baute und reparierte „Kaffee-, Feeg- und Kartoffelmühlen.“
Teilweise waren die Bandenmitglieder miteinander verwandt. Die „Beyschläferin“ des Johann Heinrich Becker (Vogelsberger Bande) war Christine Dietz aus Aßlar, die Schwester des Johann Justus Dietz, der zur Wetterauer Bande gehörte. Jacob Heinrich Vielmetter hatte unter seinen nächsten Verwandten 25 Gaunerfamilien.
Zeitgenössische Darstellungen des 19. Jahrhunderts klammern weitgehend die Frage nach den Ursachen des Räuberunwesens aus. Inzwischen sieht man sie u. a. als eine Folgeerscheinung der Napoleonischen Kriege. Es waren „die durch Verarmung und Obdachlosigkeit herangezogenen asozialen Elemente, die nach dem Zusammenbrechen jeglicher sozialer Ordnung einzeln oder in Banden zusammengeschlossen, ganze Bevölkerungsteile in Angst und Schrecken versetzen können.“ Ein wesentlicher Faktor war auch die Kleinstaaterei, die flächendeckende und koordinierte Aktionen gegen die Banden erheblich erschwerte. So fand in Wetzlar 1801 ein Kongress der meisten hessischen Kleinstaaten und ihrer Anrainer statt, um Beschlüsse zu fassen, wie die Räuberbanden effektiv zu bekämpfen seien.

## Die Banden
Die Unterscheidung in die Vogelsberger und Wetterauer Bande stammt aus dem Jahr 1813, als beide Gruppen bereits zerschlagen waren.
Grolman unterteilte ihre Mitglieder in zwei Hauptgruppen:
- die „eigentlichen Gauner, Jenische oder Romanische Leute“ und die Gruppe der
- „Beherberger (Bayser)“ der Räuber und „Abnehmer (Scharfenspieler)“ des Diebsguts.[10]

Dies wurde aber schon von Zeitgenossen als nicht sinnvoll kritisiert, da die Mitglieder der einzelnen Gruppen oft ihre Rollen tauschten.

### Vogelsberger Bande
- Bernhard Bauer aus Volkartshain.
- Johannes Heinrich Becker, genannt „Weiskopf“ aus Eckartsborn.
- Johann Heinrich Brandau, der Engelröder Dick, geboren in Buchenau, war mit der ältesten Tochter Jakob Heinrich Vielmetters, Marie Elisabeth, verheiratet.
- Johann Heinrich Dönges, genannt Katten-Heinrich aus Eichelhain.
- Heinrich Euler, „Hildebrands-Heinrich“ von Freiensteinau
- Johann Adam Frank
- Hermann Glaser, der Lange aus Miesen, Großherzogtum Berg.
- Johannes Höhl, vulgo Lieschens Hannes, geboren in Ober-Seemen.
- Ludwig Hofmann aus Fuld.
- Johannes Hoos aus Reptich, Werra-Departement, Königreich Westphalen. 1811 wurde er mit seiner Geliebten Angelica Krämer, die zuvor mit Ludwig Funk liiert war, ins Gießener Stockhaus eingeliefert.
- Martin Knaus, genannt der Mühlarzt, aus Düdelsheim, der auch zur Wetterauer Bande gerechnet wird.
- Johann Benedict Kopf, „vulgo Scheege= oder scheeler Hannes“ aus Herbstein.
- Johann Heinrich Kurz von Stockhausen.
- Johann Leonhard Lang aus Rixfeld, genannt Hann-Lehnert.
- Johannes Lehn I., Franzens Sohn aus Breungeshain. Der Vater Franz Lehn stammte aus dem „Würzburgischen“. Auch er lebte mit einer Tochter des Jakob Heinrich Vielmetter zusammen.
- Ludwig Möbus aus Bobenhausen.
- Johannes Müller aus Birklar, der „Birklarer Schneider,“ auch „Grabenschneider“ genannt.
- Balser Pfeiffer war der Bruder von
- Johann Georg Pfeiffer, vulgo Weisbrods-Hann_Görg, angeblich in Maar geboren. Dessen Vater hatte u. a. als Hessen-Kasselscher Soldat in Nordamerika gekämpft.
- Johannes Reitz aus Harbach, genannt der „Haarbacher Hannes“
- Johann Heinrich Ritter, vulgo Feldscheersjung, Hennerle, kleiner Heinrich oder Heinrich mit der Geige, aus Landenhausen, später Mitglied der Wetterauer Bande.
- Johannes Stahl, Kalkhannes genannt, aus Tann (Rhön).
- Friedrich Adam Thomas, der „lange Friedrich,“ aus Sturzhausen, Sachsen-Gotha. Nach Grolman war er der „vollendeste Spitzbube der Vogelsberger Bande.“[12]
- Andreas Thron, vulgo Neunfingers Andres, geboren in Ilbeshausen
- Johann Heinrich Volk, genannt Bick, aus Storndorf.
- Johann Georg Wehrt vulgo Speckhardt aus Wenholthausen.[13]

### Wetterauer Bande
Die Wetterauer Bande wurde auch „die Platten“ genannt. Die „Platten“ bedeutet „Spitzbube“ oder auch „gaunerisch, dem Gaunertum angehörig oder nahestehend.“ Zu dieser Bande gehörten:
- Conrad Anschuh. Er hieß eigentlich Conrad Unschick und stammte aus Rodheim.
- Johannes Borgener, der „Polengängers Hannes“, aus Romsthal und sein Bruder
- Michael Borgener, der „Polengängers Michel“, aus Flörsbach. Dieser gehörte auch zur Vogelsberger Bande.
- Johann Justus Dietz, vulgo Lumpen Jost, aus Aßlar
- Johann Adam Frank* genannt der „große oder älterer Feldscheersjung, Hann-Adam oder Schwubger“ aus Schlitzenhausen, Stiefbruder von Johann Heinrich Ritter. Dieser gehörte auch zur Vogelsberger Bande.
- Ludwig Funk aus Sellnrod, vulgo „Selnröder Ludwig.“
- Peter Görzel, vulgo Heiden-Peter und Schoden-Heinrich, angeblich aus Großenenglis. Er soll aber aus Berlin stammen und in Kransberg gewohnt haben.[15]
- Johann Georg Gottschalk, auch der Schwarze Jung oder Veltens Heinrich genannt, aus Ilbenstadt.
- Johann Heiland
- Heinrich Keller, eigentlich Heinrich Baum von Ruppertsburg.
- Johann Heinrich Oberländer, geboren in Wippershausen. Auch er war mit einer ehemaligen „Beischläferin“ von Ludwig Funk verbunden, nämlich Dorothea Strack, die aus einer Räuberfamilie stammte.
- Johann Valentin Christian Oberländer, auch „Schwarzer Christel“ oder „Löffelhannes“ aus Urbach, war ein ehemaliger „Luckner-Soldat.“ Gemeint ist wohl, dass er unter Nikolaus Graf Luckner diente.
- Johann Heinrich Ritter vulgo „der jüngste Feldscheersjung, Hennerle oder Heinrich mit der Geige“ aus Landenhausen, ebenfalls auch Mitglied  der Vogelsberger Bande,
- Johann Adam Steininger, vulgo „Überrheiner Hanadam“, aus Lohnweiler, der vorher zur Schinderhannesbande zählte und elsässische Mundart sprach.[16]
- Conrad Vielmetter war der Bruder von Jakob Heinrich Vielmetter. Zusammen mit seinem Sohn Ludwig gehörte er ebenfalls zur Bande.
- Jakob Heinrich Vielmetter oder alter Jacob Heinrich aus Obernhain, der wohl der eigentliche Anführer der Wetterauer Bande war.[17] Er war der Kopf einer weit verzweigten Räuberfamilie.
- Johannes Vielmetter, sein Sohn.
- Johann Heinrich Vogt, „der Schoden-Heinrich“ aus Gilserberg
- Henrich Wolf

Weitere Mitglieder waren:
- Cornelius Kehr oder Köhr, vulgo „Netl“ oder „Nöll“, aus Obersteinbach, „gehörte zu dem Wetterauer Gaunergesindel.“[18]
- Johann Adam Kühn, vulgo „Grabfelder Han-Adam“ oder „Grünbecks Han-Adam“, „zieht meist als Schweinehändler umher und gehört sonst zu der Wetterauer Bande.“[19]

### Beziehungen zu anderen Banden
Auch zu anderen Banden bestanden vielseitige Beziehungen. Peter Görzel, vulgo scheeler Peter oder scheeler Heidenpeter nannte, war ursprünglich Mitglied der Brabanter Bande, ebenso wie die Brüder Claus und Georg Harting sowie Appelinarius Lüzler, genannt Bernhard, die mit dem Heidenpeter Verbrechen verübten. Dazu gehörten Diebstähle in Appenrod und Kirchberg (Lahn).
Johann Adam Steininger, der „Überrheiner Wilhelm,“ hatte auch Beziehungen zu der Bande des Mentel Polas und zu der Niederländischen Bande um Adrian Boßbeck, vulgo „Schifferchen.“
Mit Steininger standen auch die Odenwälder Räuber Veit Krämer, Vater und Sohn, sowie Johann Adam Heußner in Verbindung.
Johannes Borgener, vulgo Pohlengängers Hannes versuchte im April 1811 mit dem Odenwälder Hölzerlips einen Überfall im Büdinger Wald. Jakob Heinrich Vielmetter unternahm mit seinem Sohn Johannes und dem Hölzerlips insgesamt fünf Diebstähle in den Jahren 1807 und 1809 in der Wetterau.

### Straftaten
Die meisten Straftaten waren Einbrüche und Diebstähle, relativ wenige aber in Kirchen, u. a. mag die drohende Todesstrafe bei diesem Delikt abschreckend gewirkt haben.
Selbst spektakuläre Aktionen wie der Überfall bei Kleinrechtenbach 1811 brachten finanziell wenig. Zwar erbeuteten die Räuber Waren im Werte von 2.000 Gulden, aber ihr Hehler aus Münzenberg zahlte nur 143 Gulden.

## Strafen
1810 fand in Burg-Gemünden die Verhaftung mehrerer Verbrecher und die Untersuchung ihrer Taten statt. Darunter war Johann Henrich Deutscher, vulgo „Hessenländer-Heinrich“, der dort neun Verbrechen gestand, aber 1811 widerrief. Ein Jahr später wurde Johann Georg Gottschalk in Burg-Gemünden gefasst und nach Gießen ausgeliefert.
1811 fing man Johann Justus Dietz bei Bellersheim und lieferte ihn ins Stockhaus nach Gießen aus. Auch Peter Görzel, der Heidenpeter, wurde 1811 im Hanauischen Gebiet unter dem Namen Georg Schiefer verhaftet. Am 22. September 1806 war er bereits in Marburg zu drei Jahren Haft in Eisen verurteilt und nach Ziegenhain geschickt worden, wo er aber am 31. Dezember 1806 wieder ausgebrochen war.
In Gießen waren 17 Mitglieder der Wetterauer Bande inhaftiert, ihre Konkubinen nicht mitgerechnet. Ihnen wurden 265 Verbrechen zur Last gelegt. Beide Banden begingen insgesamt 13 Morde, 80 Raubüberfälle, 245 Einbrüche und 241 einfache Diebstähle.
Jacob Heinrich Vielmetter war an den meisten Verbrechen beteiligt, nämlich 60. Er verstarb im Alter von 65 Jahren am 25. Februar 1812 im Stockhaus. Johann Valentin Oberländer, immerhin auch schon 54 Jahre alt, wurden 54 Verbrechen vorgehalten. Conrad Anschuh brachte es mit seinen 31 Jahren schon auf 52 Untaten und selbst der 18-jährige Johann Heinrich Ritter hatte schon 32 Verbrechen begangen.
Johann Heinrich Volk saß 1812, als die Prozesse in Gießen begannen, bereits im ehemaligen Kloster Marienschloss in Rockenberg, das 1811 zu einem Gefängnis umgewandelt worden war.
Jonas Hoos aus der Vogelsberger Bande wurde am 14. Juli 1812 enthauptet. Der 41-jährige Martin Knaus verstarb im Februar 1813 in Haft. Hermann Glaser lieferte man am 15. Dezember an die Präfektur Dillenburg aus. Johannes Höhl wurde zu einer fünfjährigen, Michael Borgener zu einer zwanzigjährigen Zuchthausstrafe verurteilt.
Johannes Müller aus Birklar („Grabenschneider“), Vater von sieben Kindern, wurde im Januar 1812 in Marburg hingerichtet. Ebenfalls aus Birklar stammte der Räuber Gilbert Eller, der neben Georg Weidemann, Liberius Pollmann, Leyser Pollack, Conrad Wiese und Abraham Moses Levi am 5. Dezember 1812 in Marburg zum Tode verurteilt und gemeinsam mit Wiese und Abraham am 1. Februar 1813 in Marburg durch das Schwert hingerichtet wurde.
Krämer Mathes und Veit Kämer wurden am 31. Juli 1812 zusammen mit dem Hölzerlips in Heidelberg hingerichtet.
Den 24. März 1813 wurden Johann Justus Dietz, Ludwig Funk und ihre Räuberkollegen aus der Wetterauer Bande, Johann Adam Frank, Johann Georg Gottschalk, Conrad Anschuh, der Heidenpeter und Johannes Borgener, zum Tode durch das Schwert verurteilt und in Gießen hingerichtet.
Im März 1813 waren noch nicht verhaftet: die Brüder Claus und Georg Harting, Heinrich Baum oder auch Keller genannt. Auch der Haarbacher Hannes war entkommen.
Nach 1815 nahm das Räuberwesen in Oberhessen ein rasches Ende.